# Thereva variabilis
Thereva variabilis är en tvåvingeart som först beskrevs av Macquart 1846.  Thereva variabilis ingår i släktet Thereva och familjen stilettflugor. Inga underarter finns listade i Catalogue of Life.